# كثافة فسيولوجية
الكثافة الفسيولوجية أو ما تسمي أيضا -بالكثافة السكانية الحقيقية- بعدد الأشخاص المقيمين في بقعة واحدة في أرض صالحة للزراعة.
وتعد أعلى نسبة كثافة سكانية مقترنة بعدد الأشخاص في الرقعة الزراعية المتاحة، ويمكنها أن تصل إلى معدّل إنتاج أسرع من دولة ذات كثافة فسيولوجية أقل. يمكن ذكر على سبيل المثال مصر، التي تملك معدل كثافة فسيولوجية أعلى من دولة بنجلاديش علي الرغم من مساحتها الصحراوية الشاسعة.